# Maragusan
Maragusan è una municipalità di terza classe delle Filippine, situata nella Provincia di Davao de Oro, nella Regione del Davao.
Maragusan è formata da 24 baranggay:
- Bagong Silang
- Bahi
- Cambagang
- Coronobe
- Katipunan
- Lahi
- Langgawisan
- Mabugnao
- Magcagong
- Mahayahay
- Mapawa
- Maragusan (Pob.)

- Mauswagon
- New Albay
- New Katipunan
- New Man-ay
- New Panay
- Paloc
- Pamintaran
- Parasanon
- Talian
- Tandik
- Tigbao
- Tupaz